# Xuân Hòa, Kế Sách
Xuân Hòa là một xã thuộc huyện Kế Sách, tỉnh Sóc Trăng, Việt Nam.

## Địa lý
Xã Xuân Hòa nằm ở phía tây bắc huyện Kế Sách, có vị trí địa lý:
- Phía đông giáp thị trấn An Lạc Thôn
- Phía tây giáp tỉnh Hậu Giang
- Phía nam giáp xã Ba Trinh và xã Trinh Phú
- Phía bắc giáp thị trấn An Lạc Thôn và tỉnh Hậu Giang.

Xã Xuân Hòa có diện tích 38,14 km², dân số năm 2022 là 26.634 người, mật độ dân số đạt 698 người/km².

## Hành chính
Xã Xuân Hòa được chia thành 8 ấp: Cứ Mạnh, Hòa An, Hòa Lộc 1, Hòa Lộc 2, Hòa Lợi, Hòa Phú, Hòa Quới, Hòa Thành.